# Miribel-les-Échelles
Miribel-les-Échelles är en kommun i departementet Isère i regionen Auvergne-Rhône-Alpes i sydöstra Frankrike. Kommunen ligger i kantonen Saint-Laurent-du-Pont som tillhör arrondissementet Grenoble. År 2022 hade Miribel-les-Échelles 1 740 invånare.

## Befolkningsutveckling
Antalet invånare i kommunen Miribel-les-Échelles
Referens:INSEE